# Square Jasmin
Le square Jasmin est une voie privée du 16e arrondissement de Paris, en France.

## Situation et accès
Cette rue, large de 6 mètres et longue de 57,53 mètres, donne uniquement sur la rue Jasmin (aux nos 8-16) à son début et se termine en impasse. Elle est en double sens pour la circulation automobile.
La rue est desservie au plus proche, avenue Mozart, par la ligne 9 du métro de Paris à la station Jasmin.

## Origine du nom
Elle tient son nom de son voisinage de la rue Jasmin, qui est nommée en l'honneur du poète français de langue d'oc Jacques Boé dit Jasmin (1798-1864).

## Historique
Ancienne « impasse Jasmin », la voie prend en 1927 son intitulé actuel de square.